# Projet Venezuela
Proyecto Venezuela (Projet Venezuela) est un parti politique membre de l'Union des partis latino-américains.